# OSE 120 sorozat
Az OSE 120 sorozat a Görög Államvasutak 25 kV 50 Hz AC áramrendszerű villamosmozdony-sorozata. A jármű a Siemens Transportation Systems EuroSprinter villamosmozdony családba tartozik. Összesen 30 db készült belőle. Beceneve Hellas-Sprinter.

## Története
Az OSE 1997-ben szerzett be hat mozdonyt, majd 2004 és 2005 között változatlan konstrukcióban még további huszonnégyet. A mozdonyok 2009-ig kizárólag a Szaloniki és Idoméni közötti vonalon, 2009 eleje óta Szaloniki és Lárisza között is közlekednek.
A HellasSprinter erősen hasonlít az EuroSprinterre, a DB AG, a RENFE és a CP hálózatán is közlekedő villanymozdonyok sorozatára.
1993-ban, a 2002/93-as kiírással a Görög Vasutak Szervezete (OSE) a normál nyomtávolságú hálózat korszerűsítésének általános összefüggésében, valamint a mozdonyok felújítására irányuló program közepette, a változatos és elöregedő flotta üzemeltetési problémái miatt, pályázatot írt ki dízel- és villamos mozdonyok beszerzésére. A kollekció 25 dízel-villamos mozdonyt tartalmazott, amelyek az A.471 (később 220) sorozatot alkották, valamint 6 villamos mozdonyt. A dízelmozdonyok folyamatos teljesítménye 2100 kW, míg a villamos mozdonyoké 5000 kW. Az OSE célja az alacsony karbantartási költségek, az alacsony üzemanyag/áramfogyasztás, a vonalvédelem, a személyvonatok fűtése, a teher- és személyvonatok vontatása 160 km/h sebességgel a dízeleknél és 200 km/h-val az elektromosoknál, valamint a dízelek átállíthatósága elektromosra. A verseny győztesei a Siemens és a Krauss-Maffei volt a villamos mozdonyoknál, valamint az ABB Henschel (később ADtranz, ma Bombardier) a dízeleknél.

## Üzembe helyezés
Az első egység építése 1997-ben fejeződött be, és amint Németországban befejezte a próbákat, Görögországba érkezett, hogy a villamosított Szaloniki-Idoméni-vasútvonalon közlekedjen.
2019-ben, a Pireusz-Szaloniki-vasútvonal befejezésével és azzal, hogy az egységek az összes Athén-Szaloniki vonaton közlekedtek, néhány mozdonyt a TRAINOSE új, sötétkék színűre festett át. 2019-ben, ugyanebben az évben a GAIAOSE bejelentette a 120 001, 120 002, 120 003, 120 005, 120 006, 120 009, 120 013, 120 025 és 120 026 pályaszámú mozdonyok felújítását.
A mozdonyokat Görögországban használják teher- és személyszállító vonatok előtt. Az azonos felsővezetéki feszültség és geometria miatti, műszakilag problémamentes észak-macedóniai és szerbiai tranzit lehetőségét azonban nem használják ki.